# Hindoenationalisme

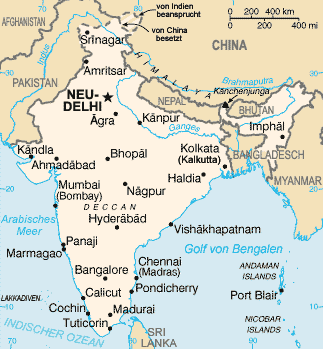
Kaart van India

Het hindoenationalisme is een nationalistische ideologie die de moderne natie van India als een hindoeïstische natie ziet (Hindu Rashtra). Deze streeft ernaar om de erfenis van het hindoeïsme te bewaren.
Ook al wordt de term Hindu Rashtra gebruikt als slogan en in pamfletten van de Sangh Parivar, de belangrijkste groep die de ideologie promoot, is deze niet duidelijk en ondubbelzinnig beschreven in hun literatuur. Het hindoetva (hindoeheid) is een beweging die het hindoenationalisme promoot. De Sangh Parivar is een groep van politieke partijen en organisaties die het hindoenationalisme en het hindoetva uitdragen. Het hindoenationalisme heeft een cruciale rol gespeeld in de geschiedenis van India in de 20e eeuw en voor de zaak van het hindoeïsme.

## Hindoetva
Hindoetva is de overheersende vorm van hindoenationalisme in India. Als politieke ideologie werd Hindoetva in 1923 gearticuleerd door Vinayak Damodar Savarkar. Het wordt verdedigd door de hindoenationalistische vrijwilligersorganisatie Rashtriya Swayamsevak Sangh (RSS), de Vishva Hindu Parishad (VHP), de Bharatiya Janata-partij (BJP) en andere organisaties, gezamenlijk de Sangh Parivar genoemd. De Hindoetva-beweging is beschreven als een variant van rechts-extremisme en bijna fascistisch in de klassieke zin, volgens een concept van gehomogeniseerde meerderheid en culturele hegemonie. Sommige analisten betwisten het fascistische label en suggereren dat Hindoetva een extreme vorm van conservatisme of etnisch absolutisme is. 
Hindoetva werd geïntegreerd in de Indiase politiek met de verkiezing van Narendra Modi tot premier na de verkiezingen van 2014.
Etnisch nationalisme · Expansionistisch nationalisme · Romantisch nationalisme · Raciaal nationalisme · Cultuurnationalisme · Taalnationalisme · Sportnationalisme · Spiergebonden nationalisme · Nativistisch nationalisme · Religieus nationalisme · Postkoloniaal nationalisme · Antikoloniaal nationalisme · Burgerlijk nationalisme · Staatsnationalisme · Liberaal nationalisme · Economisch nationalisme · Revolutionair nationalisme · Nationaal-conservatisme · Bevrijdingsnationalisme · Linksnationalisme · Anarcho-nationalisme · Pan-nationalisme · Diaspora-nationalisme · Pandemisch nationalisme
extreemlinks · radicaal-links · links · centrum · rechts · radicaal-rechts · extreemrechts 

confessionalisme · christendemocratie · conservatisme · neoconservatisme · paleoconservatisme · islamisme

liberalisme · klassiek liberalisme · economisch liberalisme · conservatief-liberalisme · progressief liberalisme · neoliberalisme · libertarisme · groenliberalisme · geoïsme

anarchisme · syndicalisme · feminisme · ecologisme · ecofascisme · agrarisme · progressivisme 

marxisme · communisme · trotskisme · leninisme · stalinisme · maoïsme · socialisme · sociaaldemocratie · communitarisme

populisme · fortuynisme · solidarisme · nationalisme · linksnationalisme · fascisme · nationaalsocialisme